# Tăng Trưởng Thiên Vương

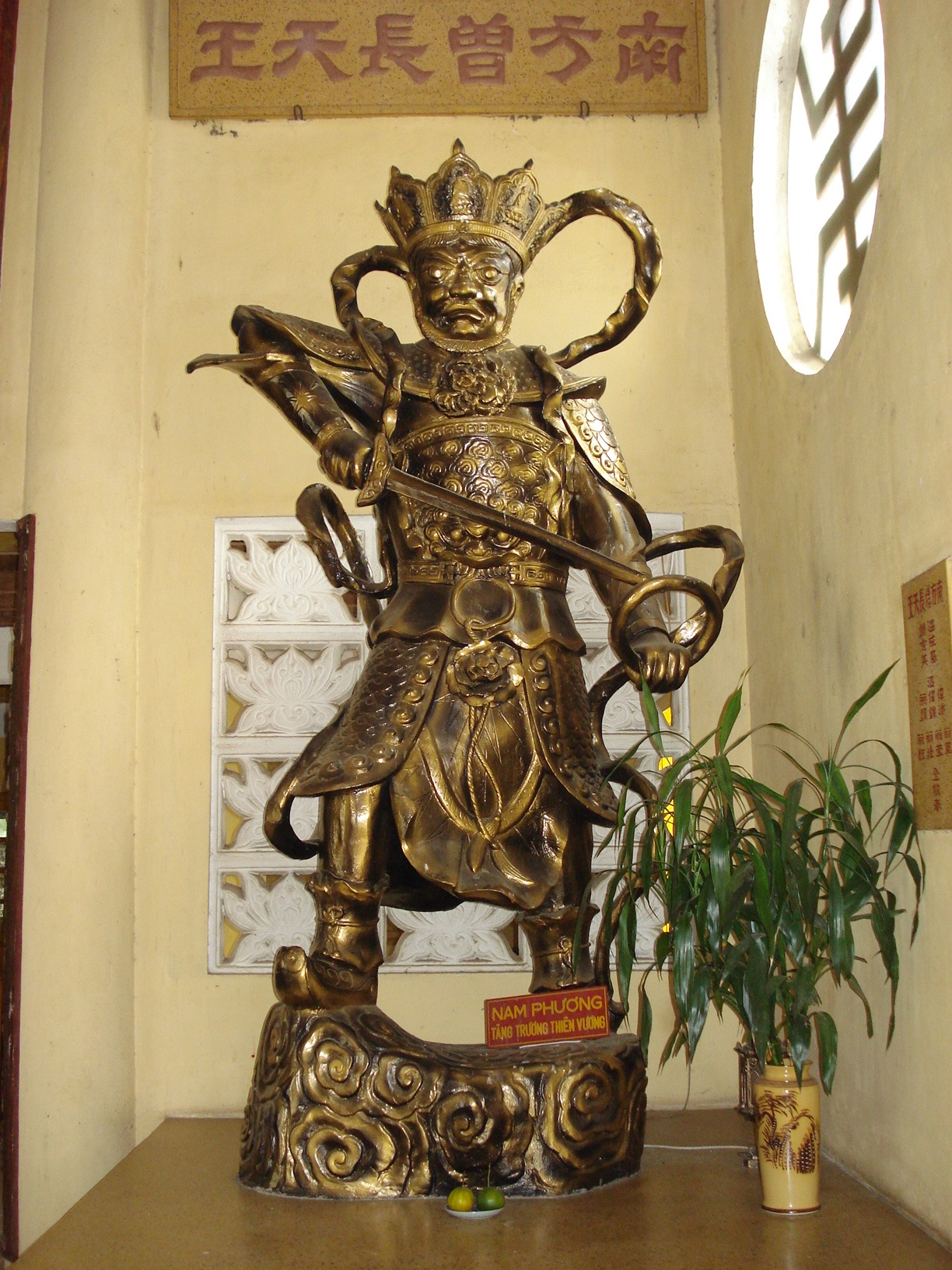
Hình tượng Tăng Trưởng Thiên Vương trong chùa Thiên Vương Cổ Sát - Đà Lạt - Lâm Đồng

Tăng Trưởng Thiên Vương (chữ Hán: 增長天王) là một trong bốn vị thần quan trọng mang danh hiệu Tứ Đại Thiên Vương trong tôn giáo truyền thống Đạo Giáo và Phật giáo Trung Quốc. Đây là vị thần trấn phương Nam, giúp chúng sinh tăng trưởng thiện căn, bảo vệ cho Phật Pháp không bị xâm phạm, nên còn được gọi là Nam phương Thiên vương.

## Trong tôn giáo Ấn Độ
Trong tôn giáo Ấn Độ, vị thần này có tên là Virūḍhaka (tiếng Sanskrit: विरूधक) hoặc Virūḷhaka (tiếng Pali: विरूल्हक), được phiên âm Hán Việt là Tỳ Lưu Ly. Đây là một trong 4 vị thiên tướng trong tôn giáo Bà la môn được du nhập vào Phật giáo Ấn Độ, trở thành một vị Hộ thế (phiên âm Sanskrit: lokapāla), trấn giữ phương Nam của cõi trời thứ nhất trong Dục giới, có nhiệm vụ phát triển thiên căn cho chúng sinh và bảo vệ đạo pháp.
Cũng như các Hộ pháp khác, thần được mô tả thân mình mặc giáp trụ. Tuy nhiên, thân hình màu lục, thường tay cầm chày hoặc cầm kiếm báu.
Khi Phật giáo Trưởng Lão Bộ Ấn Độ được truyền bá ra nước ngoài, tên vị Hộ pháp này được bản địa hóa theo tên gốc. Như tại Tây Tạng, vị Hộ pháp này được phiên âm thành 'phags.skyes.po (Phakyepo); tại Thái Lan, là Thao Virunhok (chữ Thái: ท้าววิรุฬหก).

## Trong tôn giáo vùng Đông Á
Khi Phật giáo được du nhập vào Trung Hoa, vị thần này được dịch theo ý nghĩa tên gọi, thành Zēng Zhǎng Tiān Wang (chữ Hán: 增長天王), với ý nghĩa là "vị thiên vương phát triển thế giới". Từ đó, theo từng vùng chịu ảnh hưởng của Phật giáo Đại thừa Trung Hoa, tên gọi vị thần này được phiên âm khác nhau. Tại Nhật, vị thần này được gọi là Zōchō-ten (Kanji: 増長天); tại Hàn Quốc là Jeungjang-cheonwang (Hangul: 증장천왕). Tại Việt Nam, tên gọi vị thần phiên âm thành Tăng Trưởng Thiên Vương.
Tăng Trưởng Thiên Vương là vị Thiên vương cư ngụ tại ngọn Lưu Lý núi Kiên Đà La cạnh núi Tu Di, thân mặc giáp trụ, tay cầm bảo kiếm, bảo hộ Phật pháp, giữ Nam Thiện Bộ Châu, là vị Thiên Vương thứ năm trong hàng Nhị Thập Chư Thiên.
Theo thời gian, với sự ảnh hưởng của Phật giáo Đại thừa, Tứ Đại Thiên Vương cũng được hóa thân thành những vị thần canh giữ Thượng giới, nơi mà Ngọc Hoàng Thượng đế ngự trị trong thần thoại Trung Hoa. Tăng Trưởng Thiên Vương trấn phương Nam, thuộc bính đinh Hỏa, mang sắc Đỏ, tay cầm kiếm, biểu tượng cho sự hanh thông, khoáng đạt, nên còn được mệnh danh cho chữ "Phong" (風).

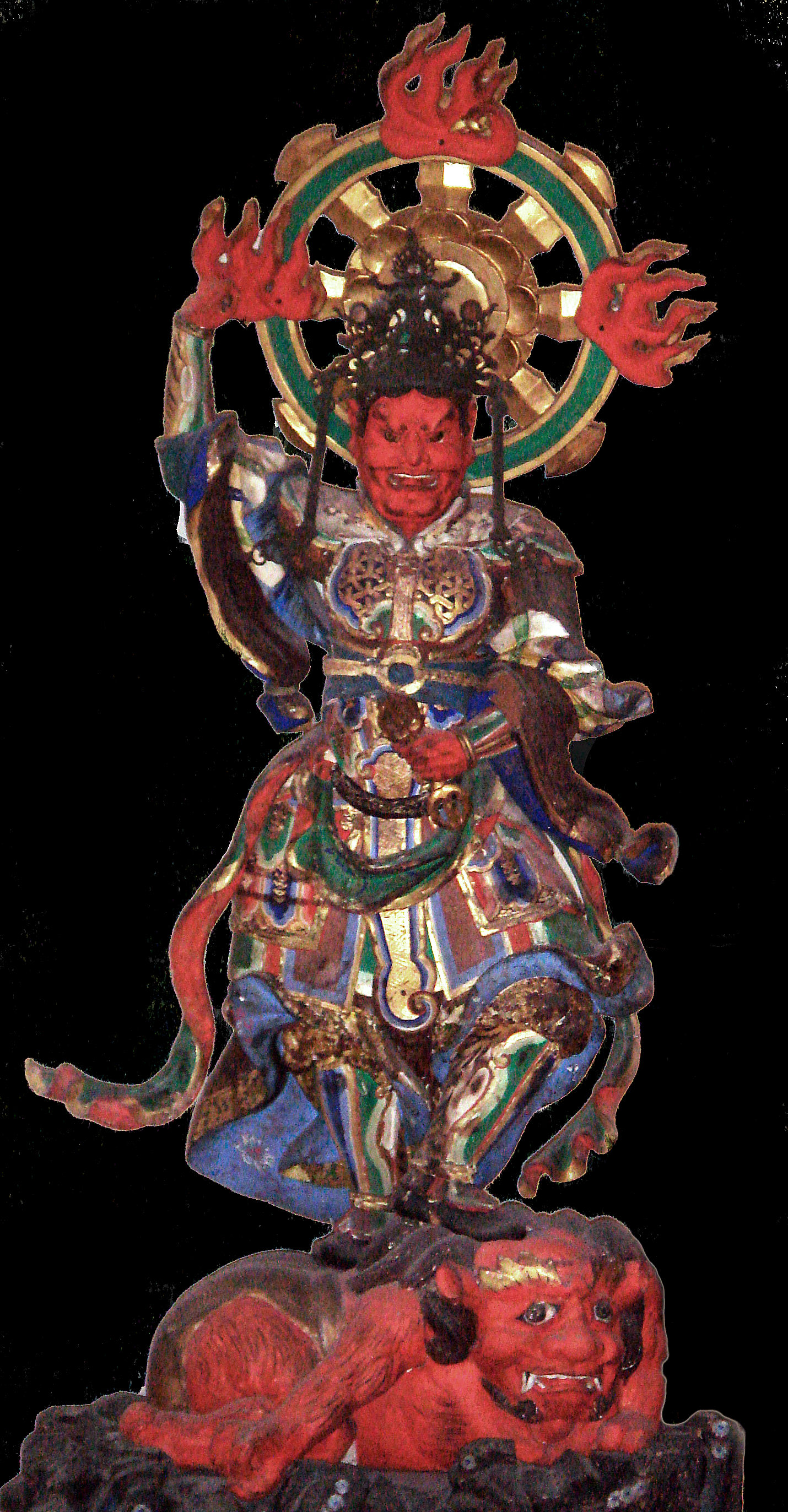
Tăng Trưởng Thiên Vương trong hình phố Phật giáo Tây Tạng

## Các pháp khí thường thấy
Sự biến đổi theo văn hóa đã làm xuất hiện sự mô tả khác nhau về các pháp khí của Tứ Đại Thiên Vương. Tăng Trưởng Thiên Vương cũng không phải là ngoại lệ. Một số pháp khí thường được mô tả chung với hình tượng ngài:
- Bảo kiếm (Thanh Vân kiếm, Thanh quang bửu kiếm)
- Chày kim cương
- Vòng ngọc (Bạch ngọc kim cương)
- Cây giáo

## Văn hóa đại chúng
Trong Tây Du Ký, Tăng Trưởng Thiên vương không được mô tả hình dáng hay chi tiết, ngoài một số lần giáp chiến với Tôn Ngộ Không cùng các vị thiên vương khác như các lần bao vây ở Hoa Quả sơn, Đại náo thiên cung.
Trong Phong thần diễn nghĩa mô tả Tăng Trưởng Thiên Vương xuất thân tên là Ma Lễ Thanh, mình cao hai trượng bốn thước gương mặt như loại cua đinh, hàm râu đỏ loét, là người đứng đầu "Ma gia Tứ tướng", theo phò nhà Thương dưới trướng Hoàng Phi Hổ, sau vâng lệnh vua Trụ đem quân chống lại Tây Kỳ của Võ Vương. Ma Lễ Thanh thường dùng giáo dài, không cưỡi ngựa, trong mình mang kiếm báu gọi là Thanh Vân kiếm. Thanh kiếm này có mang bùa, giữa có khắc bốn chữ địa, thủy, hỏa, phong; khi chỉ kiếm niệm chú thì lửa và gió cùng nổi lên một lúc, giết hại quân đối phương. Tuy vậy, Ma Lễ Thanh bị tử trận đầu tiên, về sau được phong làm Nam Thiên Vương cai quản Thiên Môn..